# Лето волков
«Лето волков» — российский шестисерийный фильм 2011 года режиссёра Дмитрия Иосифова по повести Виктора Смирнова «Тревожный месяц вересень». По тому же сюжету в 1976 году уже был снят одноимённый фильм.

## Сюжет
Лето 1944 года, Украина освобождённая от фашистских оккупантов. Демобилизованный по ранению молодой лейтенант Иван Капелюх возвращается в родное полесское село Глухары, которое, по фронтовым понятиям, уже глубокий тыл. К его удивлению село почти не тронуто войной. Хотя фашисты уже изгнаны с этих мест, но жители всё ещё находятся в постоянном страхе. Любимая девушка избегает с ним встреч, односельчане его сторонятся, а бабушка уговаривает не появляться на улице в боевых орденах и ни за что не ходить в лес. Жестокие убийства односельчан заставляют фронтовика вступить в борьбу с теми, кто таится в лесных чащобах, и бить «волков» — банду бывших полицаев и бандеровцев, не успевших сбежать с немцами…

## Съёмки
Местом съёмок стал Белорусский государственный музей народной архитектуры и быта, а также Гродно.

## В ролях
В главных ролях:
- Алексей Бардуков — Иван Николаевич Капелюх, лейтенант, фронтовик
- Игорь Скляр — Пётр Харитонович Глумский, председатель
- Юлия Пересильд — Тося, девушка Ивана Капелюха
- Мария Куликова — Варя, сельская красавица, влюблённая в Ивана Капелюха
- Александр Воробьёв — Попеленко, помощник Капелюха
- Сергей Колтаков — Денис Панкратович Семеренков, отец Тоси, гончар
- Михаил Евланов — Валерий Кривенда, моряк
- Вера Кавалерова — Серафима Гадеевна, бабушка Ивана
- Денис Карасёв — Прокоп Алексеевич Крот, кузнец
- Мария Звонарёва — Алёна, жена кузнеца
- Олег Тактаров — Клымарь, забойщик скота
- Сергей Власов — Сапсанюк, главарь банды по кличке «Горелый», бывший полицай
- Ян Цапник — Гупан, начальник разведотдела НКГБ

В остальных ролях:

- Пётр Ступин — Маляс, охотник
- Тамара Миронова — Яцкочиха
- Ольга Онищенко — Малясиха
- Алексей Вертинский — Яцко, бухгалтер
- Ольга Прохватыло — Кривендиха, мать Валерия
- Николай Голубев — Гнат, сельский дурак
- Екатерина Вежновец — Софа
- Анна Полупанова — Малашка
- Александра Комиссарова — Орина
- Юлия Полубинская — Гала
- Александр Брухацкий — Степан Голендуха
- Виктор Богушевич — Голендуха младший
- Татьяна Мархель — Тарасовна
- Геннадий Гарбук — дед Рамоня
- Валентина Лосовская — Попеленчиха
- Людмила Разумова — Мокеевна
- Никита Сологалов — Васька Попеленко
- Алексей Соров — Петько
- Сергей Друзьяк — Микола Абросимов
- Сергей Лосев — лектор
- Максим Житник — Полтавец
- Александр Маслов — Штебленок
- Александр Иванов — Ефрем
- Владимир Маслаков — Данилко
- Алексей Морозов — Кириченко
- Кирилл Новицкий — Сашко
- Михаил Есьман — Брунька
- Денис Тарасенко — Юрась
- Петр Томашевский — Сенька
- Виктор Молчан — Гедзь
- Олег Ткачёв — Дрозд
- Пётр Юрченков-мл — Степаха
- Ольга Смирнова — Клавка
- Светлана Кожемякина — мать Абросимова
- Олег Корчиков — старик-возница

Авторский текст за кадром читает Юрий Назаров

## Показ и критика
Премьерный показ состоялся на «Первом канале» в апреле 2012 года, сериал занял 10-е место топа (с долей в 14,6 % и рейтингом в 5,9 %).
Кинокритик Сергей Кудрявцев назвал фильм «довольно неплохой новой экранизацией повести», при этом отметил игру актрисы Юлии Пересильд, которая «вообще молчит на экране в течение шести серий — и вся роль построена только на взглядах и жестах».